# ヒョンデ・グレンジャー
グレンジャー（GRANDEUR）は、韓国の自動車メーカー、現代自動車により製造・販売される準大型高級セダンである。北米市場ではアゼーラ（AZERA）の名で販売される。
車名は、英語で「壮麗・壮大」を意味する。日本市場では3代目・4代目が輸入・販売された。

## 初代（型式: YFL型、1986年 - 1992年）
- 1986年7月24日、それまでノックダウン生産されてきたフォード・グラナダを代替するフラッグシップモデルとして、またソウルオリンピックを前に同大会の公式スポンサーであった現代自動車が訪韓する各国のVIPの送迎車として、提携していた日本の自動車メーカー、三菱自動車工業に開発を依頼し、ボディ及びデザインは現代自動車が、エンジン及びパワートレイン、設計は三菱自動車工業が担当して発売。三菱自動車工業においても、フラッグシップモデルである三菱・A30/31/32/33型デボネアが22年間大幅な変更無しで販売されており、モデルチェンジを必要としていた為、双方の意見が合致し共同開発へ至った。なお、開発途中にヨーロッパ・オブ・フォード（英語版）の部品の生産終了によりグラナダが1985年12月に生産終了となり、それからYFL型グレンジャーが発売される1986年7月24日までの空白期間を埋める為、Y型ステラを高級仕様に仕立てたY型ソナタが発売された。型式は、Y型ソナタの前輪駆動仕様でかつロングボディ車という意味を込めたもの。プラットフォームは1983年9月に発売された三菱自動車工業の三菱・ギャランΣと共有する。また直線を多用したデザインから韓国ではカクグレンジャー（韓: 각그랜저）という愛称で親しまれる[1]。韓国製大型車としては初めて前輪駆動方式を採用し、広大な車内空間を実現し、大宇・ロイヤル（朝鮮語版）が独占していた大型車市場へ参入した。また日本においても三菱・S11/12A型デボネアVが旧車（ネオクラシック）扱いされる様になった現在[2]においては、クラシカルな雰囲気を醸し出す大道具としての使用も見られ、PSY『That That』[3]及び『ナパル・パジ』[4]のPVやImagine Your Korea（韓国観光公社）『テジョン・ロックンロール』[5]等において本車が登場している。当初は120馬力を発生する2.0L 直列4気筒G4CP型シリウスSOHC MPIに5速MTの組み合わせのみが設定されたが、後に130馬力を発生する2.4L 直列4気筒G4CS型シリウスSOHC MPIに4速ATの組み合わせを追加したほか、G4CP型にもATをオプション設定した。
- 1989年9月、175馬力を発生する3.0L V型6気筒G6AT型サイクロンSOHCMPIを搭載したV6 3.0を追加。安全最高速度は165km/hであった。V6 3.0はABSとECSをオプション設定し、フロントグリルの変更、フロントグリル下部に3.0 V6と表記されたステッカー、サイドガーニッシュ、Y2型ソナタの様な左右非対称の15インチアルミホイールの採用で差別化も図られた。これに伴い、1990年型はリヤコンビネーションランプのデザインを変更した。また2022年11月14日に発売されたGN7型のリアガラスやステアリング・ホイール等は、YFL型のデザインの一部をモチーフとしたものとなる。
- 1992年9月、販売終了。
- 2021年11月12日、グレンジャー誕生35周年を記念し、YFL型グレンジャー前期型を基にEV仕様のコンセプトカー、グランジャーヘリテージEVを公開した[6]。初代の象徴的な意義に光を当て、将来のデザインに新たなインスピレーションを見出すことを目的に開発されており、アイオニック5が採用するパラメトリックピクセルの灯火類を採用し、内装はベルベットとナッパレザーを取り入れた[6]。外装はEVを象徴するピクセルスタイルのLEDヘッドランプ及びテールランプを採用するも、サイドミラー、ホイールカバー等は新たにデザインされた[6]。インテリアはNewtro（New + Retro）をコンセプトに、フロントシートにYFL型グレンジャーをイメージしたバーガンディー色のベルベットを採用、背面にステッチとレースを施した赤褐色のナッパレザーを使用。またセンターコンソールのアームレストに収納出来るポップアップ式の隠し収納を用意した[6]。ダッシュボード上部には各種機能の操作を統合したタッチ式スクリーンディスプレイを備えた一方、シングルスポークのステアリング・ホイールやギアセレクターを採用した[6]。オーディオは、スピーカー18個を制御する4way4サウンドシステムを搭載。またセンターコンソールとダッシュボードの構造はコンサートホールの音響理論に基づき設計された[6]。またサウンドバーに搭載されたピアノ機能は、停車中に演奏出来る機能である[6]。車内照明は、ブロンズ色を採用[6]。ヒュンダイデザインセンターのインテリアグループ長であるHak-soo Ha氏は「デザイナーが未来を考える時、過去に作ったものを振り返り、そこからインスピレーションを得ることが重要です」と、開発の意義を語った[6]。

### ラインナップ
- 2.0（MT: 1720万ウォン/約189万円、AT: 1890万ウォン/約209万円）
- 2.4（2220万ウォン/約245万円）
- 3.0 V6ソーシャル（AT: 2590万ウォン/約285万円）
- 3.0 V6（AT: 2890万ウォン/約320万円）

| 前期型 フロント/リア |  | 前期型 フロント/リア |
| 前期型 フロント/リア |  |                      |

| グレンジャーヘリテージEV フロント/リア |  | グレンジャーヘリテージEV フロント/リア |
| グレンジャーヘリテージEV フロント/リア |  |                                        |

## 2代目（型式: LX型、1992年 - 1999年）
- 1992年9月18日、初代同様に三菱自動車工業に開発を依頼し、ボディ並びにエクステリア及びインテリアデザインは現代自動車が、その他パワートレイン等は三菱自動車工業が担当してニューグレンジャーとして発売。初代とは異なり曲線を多用したデザインとなり、室内空間も拡大された事により韓国市場では販売台数が大幅に増加した。プラットフォームはY3型ソナタと共有する。韓国製自動車では初めて運転席エアバッグ、ECS、パワーシート、シートヒーター、足踏み式パーキングブレーキ、後席3WAYエアコン、クーラーボックス、プレビュー電子制御サスペンション、後席イージーアクセス機能、サウンドフィールドシステム・CDチェンジャー・盗難防止パスワード入力システムを備える2DIN CDプレーヤーのオーディオ等を搭載し、インテリアに関しては革シートやバラ模様のウッドグレイン等の採用により高級感を演出した。なお、3.0L以上の上位グレードにはアナログ時計も搭載された。助手席エアバッグとサイドエアバッグは後に一部改良により追加となる。当初は2.0L 直列4気筒G4CP型ニューシリウスDOHC及び3.0L V型6気筒G6AT型サイクロンSOHC/DOHCを搭載した。なお、3.0L V型6気筒G6AT型サイクロンSOHC/DOHCは、後に2.5L V型6気筒G6AV型サイクロンDOHC MPIの追加により廃止された。
- 1993年4月3日、2.4L 直列4気筒G4CS型ニューシリウスSOHC MPIを追加。なお、後に2.5L V型6気筒G6AV型サイクロンDOHC MPIの追加により廃止された。
- 1994年2月15日、225馬力を発生する3.5L V型6気筒G6AU型サイクロンDOHC MPIを搭載した最上位グレードのV6 3.5Lゴールドを追加。3.5Lという排気量は、当時の韓国製乗用車では最大であった。
- 1994年10月12日、電子制御サスペンションと助手席エアバッグを搭載した1995年型を発売[7]。
- 1994年11月10日、先述の通り、2.4L 直列4気筒G4CS型ニューシリウスSOHC MPI及び3.0L V型6気筒G6AT型サイクロンSOHC/DOHCを代替する2.5L V型6気筒G6AV型サイクロンDOHC MPIを追加。
- 1996年4月24日、後述のダイナスティ発売に先駆け1997年型を3.5L V型6気筒G6AU型サイクロンSOHC/DOHC MPIを廃止して発売。
- 1996年5月、一部改良を施したダイナスティを発売。初期の計画では新型車では無くグレンジャーの一部改良として発売する予定であったが、至尊派事件の影響もあり、車名を一新して新型車としての発売に至った。
- 1997年（時期不明）、タクシーの高級化に伴い営業用LPG車用の160馬力を発生する3.0L V型6気筒L6AT型サイクロンSOHC LPGを追加。これはギャロッパー、スタレックス、リベロと共有となる。
- 1997年7月2日、韓国製自動車では初めてサイドエアバッグを搭載し、アウトサイドミラー、ガラスアンテナ、前席/後席ナビゲーション付AVシステムをオプション設定した1998年型を発売[8]。また2.5L車のシグネチャーも追加し、フロントグリルとリアのGRANDEURと表記されたステッカーのデザイン変更、ダイナスティと共通のホイール採用が図られ、インテリアに関しては一部がダイナスティと共通のセンターフェシアとウッドシフトノブの採用が図られた。
- 1998年9月、自家用車を生産終了。
- 1999年9月、営業用LPG車を生産終了。

### ラインナップ

#### 自家用車
- 2.0 DOHC（MT: 1850万ウォン/約203万円、AT: 2030万ウォン/約223万円、'98年型MT: 1900万ウォン/約209万円）
- 2.0デラックス（MT: 1970万ウォン/約217万円、AT: 2150万ウォン/約236万円、'97年型MT: 1920万ウォン/約211万円、'97年型AT: 2100万ウォン/約231万円）
- 2.0エキシモ（'98年型MT: 2130万ウォン/約234万円、'98年型AT: 2310万ウォン/約254万円）
- 2.0エグゼクティブ（MT: 2270万ウォン/約250万円、AT: 2450万ウォン/約270万円、'97年型MT: 2290万ウォン/約252万円、'97年型AT: 2470万ウォン/約252万円）
- 2.4エクゼ（2490万ウォン/約274万円）
- 2.5 DOHC（前期型: 2620万ウォン/約288万円、'97年型: 2650万ウォン/約292万円、'98年型: 2690万ウォン/約296万円）
- 3.0ソーシャル
- 3.0（3050万ウォン/約336万円）
- 3.0ゴールド（3340万ウォン/約368万円、'97年型: 3050万ウォン/約336万円、'98年型: 3090万ウォン/約340万円）
- 3.5 DOHC（3760万ウォン/約414万円）
- 3.5ゴールド（4140万ウォン/約456万円）

#### 営業用LPG車
- 2.4（MT: 1590万ウォン/約175万円、AT: 1740万ウォン/約191万円）
- V6 3.0デラックス（AT: 1805万ウォン/約199万円）
- V6 3.0スーパーデラックス（AT: 1920万ウォン/約211万円）

| 後期型V6 3.0 LX フロント/リア |  | 後期型V6 3.0 LX フロント/リア |
| 後期型V6 3.0 LX フロント/リア |  |                               |

## 3代目（型式: XG型、1998年 - 2005年）
- 1998年10月1日、EF型ソナタのプラットフォームを活用してグレンジャー史上初めて独自開発によりグレンジャーXGとして発売。生産は牙山工場（忠清南道牙山市仁州面金星里）においてソナタと共に行われる。当初はヒュンダイ・マルシャー（朝鮮語版）の2代目として開発されており、マルシャーXGとして発売される予定であったが、マルシャーが想定より人気を博せず、グレンジャーの名を継承しての発売に至った。初代・2代目はショーファードリブンであったが、上位車種のダイナスティ及びエクウスの発売によりオーナードリブンへ路線変更となった。エンジンは3.0L V型6気筒G6CT型シグマMPIのほか、2.0L V型6気筒G6BP型デルタMPI、2.5L V型6気筒G6BV型デルタMPIが用意された。4速ATは2.0L V型6気筒G6BP型デルタMPI（F4A42-1型）と2.5L V型6気筒G6BV型デルタMPI（F4A42-2型）に、5速ATは3.0L V型6気筒G6CT型シグマMPI（F5A51-2型）に搭載された。
- 1998年（時期不明）、米国市場及び欧州市場、中東市場等に輸出を開始。当時韓流ブームが訪れていた台湾においてもSYMによりライセンス生産方式を用いて生産・輸出された。
- 1999年7月3日、外観デザインの変更並びに安全性及び利便性を向上させた2000年型に加え、利便性及び高級感を追求したL25とL30を追加。フル装備のL30は、後席シートヒーター、後席アームレスト、HIDヘッドランプ等が標準装備された。
- 2001年4月13日、2001年型を発売。方向指示器及びフォグランプ色並びにホイールデザインの変更、クラクション及びチャイムブザー並びにレザーシートの縫い目等がエクウスと共通となった。
- 2001年7月2日、2.7L V型6気筒L6BA型デルタLPGを追加。レンタカー及び障害者用のみの設定であった。
- 2002年3月7日、フロント及びリアを中心に一部改良と共にニューグレンジャーXGとして発売。フロントに関してはバンパーを10mm延長、ヘッドランプ色を変更、フロントグリル、エンブレム等に些細な変更が加えられた。リアに関してはテールランプがL字型へ変更されたが、これが市場の反応が悪く、現代自動車米国販売法人からの反発もあり米国市場への輸出は見送られた[9]。またこれに伴いナンバープレートがバンパーからトランクへ移設となった。インテリアに関してはインストルメントパネルの速度計が右側から中央へ移設される些細な変更が加えられた。同時にタクシー用に2.7L V型6気筒L6BA型デルタDOHC LPGを追加。タクシー用車は、全車に本革ステアリング・ホイール、最下位グレードのT27は1速オーディオ（カセットまたはCDP対応）、内側ドアハンドル（クローム非使用）、カーペットマット（ゴム製）、最上位グレードのX27は2速CDPオーディオ（ハンドルリモコン付、6CDオートチェンジャー〈オーディオタイプ選択可〉）、内側ドアハンドル、カーペットマット（最上位グレード仕様）が採用された。ボディカラーは、標準色の白色、パール色（白色にオプション設定）、タクシー用の銀色、金色、黒色、クリスタルシルバー色、ダークグレー色、黄色を設定した。
- 2003年7月7日、市場の反応が悪かったL字型テールランプを廃止した2004年型を発表。なお輸出仕様車はそれ以前にL字型テールランプは廃止された。
- 2003年10月、LPiを追加。これにより、冬季の始動問題、低出力問題、燃費等が改善された。なおXG型グレンジャーの他はキア・オピラスにのみ採用され、キア・オプティマリーガル、EF型ソナタ、キア・オプティマには採用されなかった。
- 2003年10月24日、タクシー用に環境問題の配慮並びに性能向上を図った2.7L V型6気筒L6BA型デルタLPIを追加[10]。
- 2005年8月、TG型グレンジャーと並行生産された後に生産終了。MTを設定した最後のグレンジャーとなった[11]。

### ラインナップ

#### 前期型
- Q20
- L20
- Q25（MT: 2060万ウォン/約227万円、AT: 2220万ウォン/約245万円、'00年型: 2240万ウォン/約247万円）
- Q25 SE（'00年型: 2400万ウォン/約264万円、2420万ウォン/約266万円）
- Q30（’00年型: 2650万ウォン/約292万円、2680万ウォン/約295万円）
- L25（2575万ウォン/約284万円）
- L30（2780万ウォン/約306万円）
- Q27

#### 中期型/後期型
- R20
  - ベーシック（MT: 1869万ウォン/約206万円、AT: 2016万ウォン/約222万円）
  - アドバンスト（AT: 2237万ウォン/約246万円）
- S20
  - ベーシック（2265万ウォン/約249万円）
  - アドバンスト（2487万ウォン/約274万円）
- R25
  - ベーシック（2439万ウォン/約269万円）
  - アドバンスト（2580万ウォン/約284万円）
- S25
  - ベーシック（2582万ウォン/約284万円）
  - アドバンスト（2918万ウォン/約322万円）
  - スーパー（3122万ウォン/約344万円）
- T27（障害者用タクシー）
- X27（障害者用タクシー）
- S27/R27（障害者用車）
- S30
  - アドバンスト（2812万ウォン/約310万円）
  - スーパー（3174万ウォン/約350万円）

| 中期型 通称｢LテールXG｣ フロント/リア |  | 中期型 通称｢LテールXG｣ フロント/リア |
| 中期型 通称｢LテールXG｣ フロント/リア |  |                                      |

| 後期型 フロント/リア |  | 後期型 フロント/リア |
| 後期型 フロント/リア |  |                      |

### ヒュンダイ・XG 日本仕様車
日本では2001年5月発売。全車V6エンジン搭載ながら価格は220万2,900円（XG250ベース車）-315万8,400円（XG300Lサンルーフ装備車）（消費税5%含む）と、2.4リッター直4エンジンのトヨタ・カムリ（260万4,000円-336万円）より安く、ボディサイズは LxWxH=4875x1825x1440(mm) でカムリLxWxH=4815×1820×1470 (mm) ホンダ・インスパイア（米国向けアコード、LxWxH=4805x1820x1455 (mm) ）などと似たディメンジョンになっている。
日本仕様はV6・3000cc5速ATのXG300とV6・2500cc4速ATのXG250があり、XG300には標準で、XG250にはオプションで本革シートが装備されていた。
本国では直4・2000cc4速AT／5速MT仕様やLPG仕様の「グレンジャーLPi」も存在したが、伊藤忠エネクスと共同で日本国内でテスト走行が行われている。なお、伊藤忠エネクスが導入したのは韓国仕様最上級グレードの「X27（オプションパッケージ装着車）」だった。
2006年1月、TG系にフルチェンジ。前期・後期型を併せて約5年に亘る販売を終えた（なお韓国国内においては、TGは2005年5月に発売されており、XGは9月に販売を終了している）。なお、プラットフォームを共用するソナタは2001年6月に新型モデル（通称・NF）へフルモデルチェンジされ、翌年9月に日本国内でも発売されている。

#### 広告展開
当初のCMのコピーは「ヒュンダイを知らないのは日本だけかもしれない」（ガレージにポルシェ・911やレンジローバーと並んでXGが写るCM。2002 FIFAワールドカップのテレビ中継で放送された。「日本の消費者を挑発するものだ」という批判的な見方があった）や「ヒュンダイに乗る人になりませんか」であった。また、他にも｢銀座4丁目のXG｣と題して同地を走行するCM(CM曲は銀座カンカン娘のアレンジ)が制作された。後のCMでヒュンダイモータージャパンの当時の金振成（キム・ジンソン）社長と小倉優子が新幹線の乗客へ手を振るCMが話題になり、東海道新幹線沿線某所には「グリーン車よりXG」と大書された看板が掲出された。

#### リコール
日本に輸入されたXGの大半を占めると言われる2001年3月 - 2004年11月生産の約3300台が、急ブレーキ時の滑走を防ぐアンチロック・ブレーキ・システム (ABS) のブレーキパイプの取り付けミスで後輪の制動が左右逆にかかったり、ブレーキパイプが損傷してブレーキ液が漏れたりする恐れがあるとしてリコールとなった。

## 4代目（型式: TG型、2005年 - 2011年）
- 2005年4月、ソウルモーターショーにおいて初公開。
- 2005年5月18日、NF型ソナタのプラットフォームを活用して発売。当初は2005年第1四半期の発売を予定したが、社内事情によりやや遅れての発売となった。米国市場をはじめとする一部市場（中国市場、台湾市場、サウジアラビア市場、アラブ市場、チリ市場等）では先述の通りアゼーラ（AZERA）の名で輸出・販売される。外観デザインは3代目とは異なり、曲線を基調としたスポーティなものとなり、NF型ソナタに類似した統一デザインを採用した。なお、NF型ソナタ同様、ホンダ・CL7/8/9型アコード（北米・アジア仕様）とリヤコンビネーションランプのデザインが類似しており、韓国では疑惑が囁かれた。ボディは先代比で一回り拡大され、走行性能も改善された。なお、一部では加速性能は先代の方が良い、という意見もみられる。当初は歴代同様、フードトップマークが採用され、フロントグリルにはエンブレムが装着されなかった。また方向指示器音は、既存の機械式ウィンカーリレーでは無く、電子式ウィンカーリレーを採用した。この音はキア・オピラスの中期型（ニューオピラス）及び後期型（オピラスプライム）、ベラクルーズと共通である。エンジンは2.7L V型6気筒G6EA型ミューMPIと3.3L V型6気筒G6DB型ラムダMPIを搭載。なお、後に輸出用3.8L V型6気筒G6DA型ラムダMPIも韓国仕様に追加された。また、これらの全機種には5速ATが組み合わせられる。
- 2005年7月13日、NF型ソナタとの統一化を図り、フードトップマークを廃止してフロントグリルへエンブレムを移動[12]。
- 2006年7月31日、輸出・販売を開始。
- 2007年（時期不明）、NF型ソナタと共通の2.4L 直列4気筒G4KC型シータMPIを追加。
- 2008年2月20日、フロントグリルをクロム製のやや立体的な形状への変更と同時に韓国製自動車としては初めてデュアルディスプレイシステムを搭載したグレンジャーニューラグジュアリーを発売[13]。また2008年1月8日に発売されたBH型ジェネシスとの競合を回避する為、S380グレードを廃止した。またホイールのデザインも変更され、Q270グレードも17インチ10スポークホイールを装着可能となった。テールランプは反射板2列の内、トランク側に照明が灯火された。インテリアはウッドトリムが琥珀色及びチェリー色から黒檀色へ変更され、スピーカーグリルが生地製から金属製へ変更された。また室内照明が緑色から青色へ変更された。またカーオーディオの場合はカセットテープを完全廃止し、 CDプレーヤーにUSB機能等を追加した。
- 2008年7月2日、2.7L V型6気筒G6EA型ミューMPIの性能向上と同時にサイドリピーター一体型アウトバックミラーを採用[14]。
- 2009年1月6日、2.7L V型6気筒L6EA型ミューLPIを除き、5速ATを代替する自社製6速ATを追加し、VVTシステムを2個へ増加させ、最高出力及び燃費向上が図られた2009年型を発売。このほかエコドライビングシステム、シリカタイヤが採用され、有線ハンズフリーからBluetoothハンズフリー（オーディオストリーミングを含む）へ変更した[15]。しかし、セーフティウィンドウの廃止、トランク緊急脱出用ハンドルの縮小、後席灰皿及び読書灯等の廃止がコスト削減を目的に図られた。
- 2009年12月16日、2009年11月24日に発売されたキア・K7に対抗を図り、バンパー並びにヘッドランプのLED装飾の追加、及びテールランプを変更し、LEDが間接照明式となったザ・ラグジュアリーグレンジャーとして発売。2.7L車以上にはアルカンターラ素材及び専用ウッドグレイン、フィルムインサートを採用したアルカンターラパッケージをオプション設定し、サイド＆カーテンエアバッグ及び車両姿勢制御装置が全ガソリン車に標準装備した。またサイドミラーパドルランプ、スーパービジョンクラスター情報表示、フォールディングキー、ハンズフリー音声認識機能等も採用され、利便性も向上した。Bピラーに関してもマットピラーからユグァンピラーへ変更となった。インテリアに関してはベージュ色のオプションを廃止した。再びコスト削減も図られ、シートヒーターの温度調節がダイヤル式5段からボタン式2段へ削減し、前席サイドエアバッグもプラスチック形状へ変更した。なお、右ハンドル車としては最後となる。
- 2010年12月、生産終了。以降は在庫対応分のみの販売となる。
- 2011年1月、在庫対応分の完売に伴い販売終了。

### ラインナップ

#### 前期型
- Q240（シータ搭載車、'06年型、'07年型）
  - ベーシック（2513万ウォン/約276万円）
  - デラックス（2681万ウォン/約295万円）
- Q270（ミュー搭載車）
  - ベーシック（'07年型: 2527万ウォン/約278万円、2603万ウォン/約286万円）
    - プラスパック（2675万ウォン/約294万円）

  - デラックス（モーゼン: 2692万ウォン/約296万円、2952万ウォン/約324万円）
  - ラグジュアリー（モーゼン: 2872万ウォン/約315万円、3102万ウォン/約341万円）
    - スマートパック（モーゼン: 3072万ウォン/約337万円、3302万ウォン/約363万円）

  - プレミア（モーゼン: 3097万ウォン/約340万円、3327万ウォン/約365万円）
    - スマートパック（モーゼン: 3297万ウォン/約362万円、3527万ウォン/約387万円）
    - 40周年スペシャルパック（3329万ウォン/約366万円）
- L330（ラムダ搭載車）
  - トップ（モーゼン: 3464万ウォン/約380万円、3694万ウォン/約406万円）
    - メモリーパック（モーゼン: 3564万ウォン/約391万円、3794万ウォン/約417万円）
- S380（ラムダ搭載車、'06年型、'07年型）
  - トップ（モーゼン: 4027万ウォン/約442万円、4057万ウォン/約445万円、'07年型: 4059万ウォン/約446万円、4077万ウォン/約448万円）
- Q270 LPi（LPG搭載車、レンタカー及びタクシー用）
- 個人向け（2035万ウォン/約223万円）
- 模範向け（2195万ウォン/約241万円）
  - パックI（2300万ウォン/約525万円）
  - パックII（2420万ウォン/約265万円）

#### 中期型
- Q240
  - ベーシック（'09年型: 2538万ウォン/約278万円、2552万ウォン/約280万円）
  - デラックス（'09年型: 2693万ウォン/約295万円、2704万ウォン/約297万円）
- Q270
  - デラックス（'09年型: 2788万ウォン/約306万円、2790万ウォン/約306万円）
  - ラグジュアリー（'09年型: 3021万ウォン/約331万円、3019万ウォン/約331万円）
    - スマートパック（'09年型: 3230万ウォン/約354万円、3246万ウォン/約356万円）

  - プレミア（'09年型: 3251万ウォン/約357万円、3247万ウォン/約356万円）
    - スマートパック（'09年型: 3460万ウォン/約380万円、3474万ウォン/約381万円）
- L330
  - ラグジュアリー（'09年型: 3316万ウォン/約364万円）
    - スマートパック（'09年型: 3543万ウォン/約389万円）

  - トップ（'09年型: 3597万ウォン/約395万円、3525万ウォン/約387万円）
    - メモリーパック（3704万ウォン/約406万円）
    - プレミアムパック（3811万ウォン/約418万円）
    - ブラウンパック（3821万ウォン/約419万円）
    - VIPパック（’09年型: 3802万ウォン/約417万円）

  - Q270 LPi（LPG搭載車、レンタカー及びタクシー用）
    - 個人向け（'09年型: 2063万ウォン/約226万円、2116万ウォン/約232万円）

  - 模範向け（'09年型: 2220万ウォン/約243万円、2276万ウォン/約249万円）
  - パックI（'09年型: 2325万ウォン/約255万円、2383万ウォン/約261万円）
  - パックII（'09年型: 2445万ウォン/約268万円、2505万ウォン/約274万円）

#### 後期型
- Q240
  - ベーシック（2713万ウォン/約296万円）
  - デラックス（2891万ウォン/約316万円）
- Q270
  - デラックス（3000万ウォン/約327万円）
  - ラグジュアリー（3182万ウォン/約347万円）
    - スマートパック（3387万ウォン/約370万円）

  - 24周年スペシャルエディション
    - ラグジュアリーI（3082万ウォン/約336万円）
    - ラグジュアリーII（3276万ウォン/約358万円）

  - プレミア（3497万ウォン/約382万円）
    - スマートパック（3608万ウォン/約394万円）

  - トップ（3608万ウォン/約394万円）
- L330
  - プライム（3592万ウォン/約392万円）
  - トップ（3978万ウォン/約435万円）

| 前期型（フードトップマーク非装着車） フロント/リア |  | 前期型（フードトップマーク非装着車） フロント/リア |
| 前期型（フードトップマーク非装着車） フロント/リア |  |                                                    |

| 中期型 フロント/リア |  | 中期型 フロント/リア |
| 中期型 フロント/リア |  |                      |

| 後期型PE スリックシルバー フロント/リア |  | 後期型PE スリックシルバー フロント/リア |
| 後期型PE スリックシルバー フロント/リア |  |                                         |

### 日本仕様車（2006年 - 2009年）

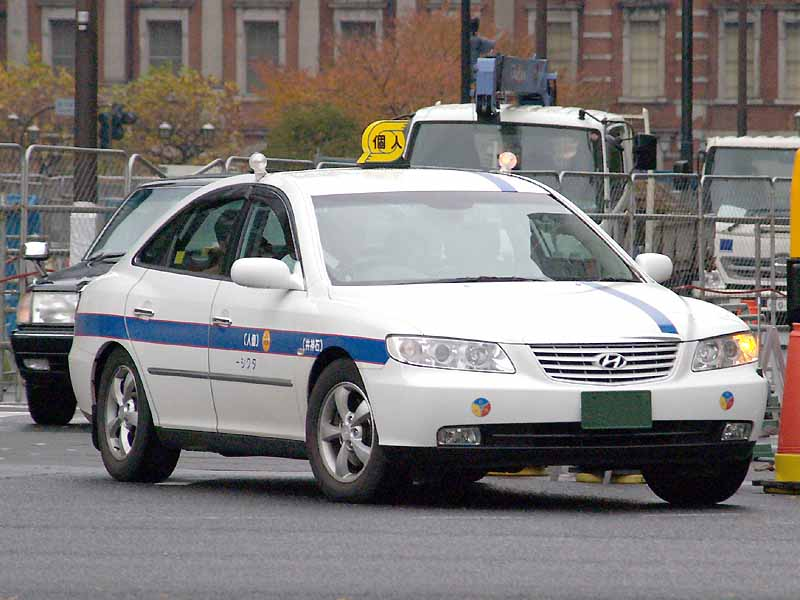
LPG車の設定があり価格も日本車より安いことから個人タクシーとして用いられていた例がある(2006年、東京)

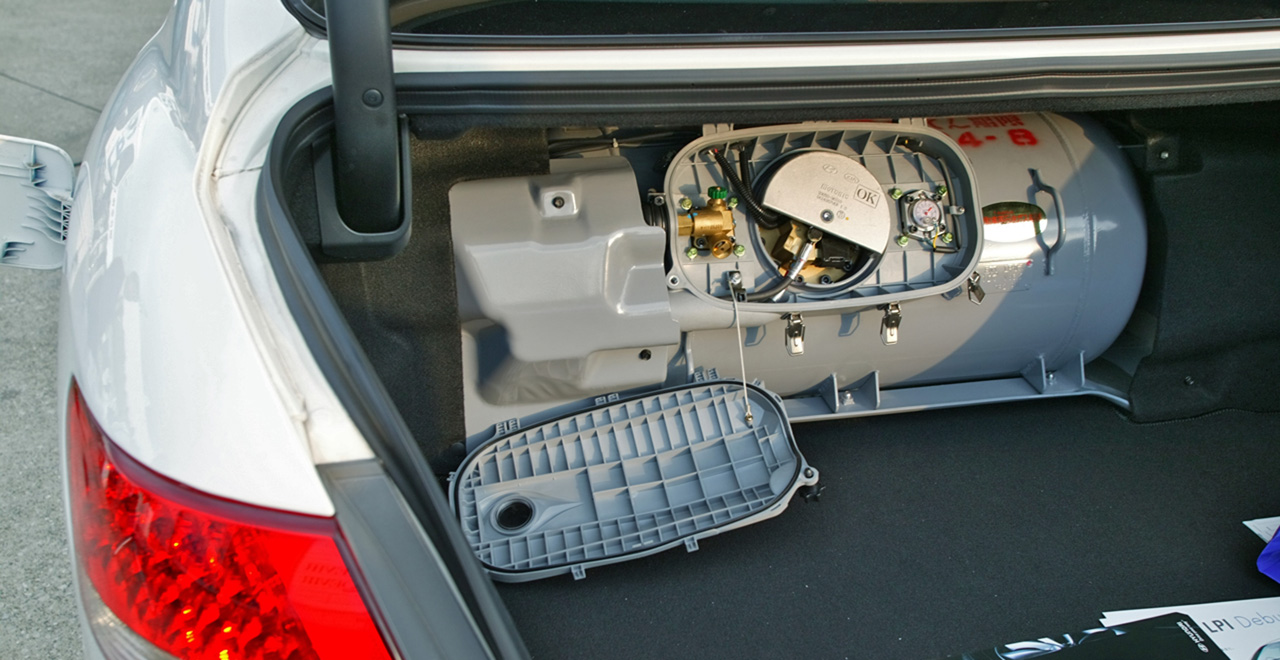
グレンジャーLPIに搭載される日本国内規格のLPGボンベ

日本では2005年の東京モーターショーに参考出品し、翌2006年1月に発売が開始された。ボディサイズは先代のXGよりも拡大され、全長4895mm、全幅1865mm、全高1490mmとなり、トヨタ・クラウン（全長4840mm、全幅1780mm、全高1470mm）や日産・フーガ（全長4840mm、全幅1795mm、全高1510mm(4WDモデルは1525mm)）を上回る大きさを持つ。
エンジンはCVVT（連続可変バルブタイミング機構）搭載のV型6気筒DOHC（234馬力(6000rpm)・31.0kg-m(3600rpm)、排気量3300cc）のレギュラーガソリン仕様であり、グレードは基本グレード（タイヤサイズ225/60R16）の3.3GLS（税込299万2500円）と、サンルーフ等を装備する上級グレード（タイヤサイズ235/55R17）の3.3GLS Lパッケージ（税込339万1500円）の2種類である。
また、同年10月30日より量産輸入車としては日本初のLPIモデル（グレンジャーLPI）が発売になった。
エンジンはLPI（電子制御LPガス液状噴射システム搭載の先進型LPG車）搭載のV型6気筒DOHC（165馬力(5400rpm) ・25.0kg-m (4000rpm)、排気量2700cc）のLPG（オートガス）仕様であり、グレードは基本グレード（タイヤサイズ225/60R16）の2.7 Q270（税込297万1500円）と、17インチホイール・プレミアムサウンドシステム等を装備する上級グレード（タイヤサイズ235/55R17）の2.7 Q270 Lパッケージ（税込328万6500円）の2種類である。
日本と韓国では高圧ガスの法規が異なるため、日本国内規格のLPGタンクを韓国に輸出し、日本仕様のLPGシステムをセットアップしてから輸出する方法を用いている。
量産輸入乗用車でLPG車が、日本で型式を取得した例は初めてであり、またLPG車で電子制御噴射式が自動車メーカーから発売されるのも初めてである。また、日本国内で発売される量産LPG車としても史上初の100kWを超え、121kW、価格もガソリン車と殆ど変わらず、燃料費も1L当り70円と安い為その動向が注目されるモデルであったが、2009年度をもって乗用車販売より撤退したため、本車の販売も終了。

## 5代目（型式: HG型、2011年 - 2016年）
- 2010年11月、韓国放送公社が放送していた水木ドラマ「逃亡者 PLAN B」にて発表前に公開。
- 2010年12月7日、内外装並びに主要諸元を公開と共に、2011年1月に発売する事を発表。
- 2011年1月13日、YF型ソナタのプラットフォームを活用して発売。3年半に渡る開発期間と4500億ウォンを投じて開発されており[17]、現代自動車のデザイン哲学であるフルイディック・スカルプチャーをベースとした雄壮な滑空を意味する「グランドグライド」をコンセプトとし、滑降する翼のイメージを具現化した流麗な物とした。よりスポーティなデザインとなったが、他の大韓民国製高級セダンの大半は保守的なデザインで守りに入る為、かなり挑戦的な試みであった。なお、カタログやウェブサイト等では4代目までの命脈を受け継ぐ事を強調する為、「グレンジャーHG」では無く「5Gグレンジャー」としてアピールされた。内装に関してはY字型のクラッシュパッドやネクタイ型のセンターファシアが特徴的である。エンジンは2.4L シータⅡ GDIと3.0L V型6気筒ラムダⅡ GDI、3.0L V型6気筒ラムダⅡ LPIを搭載。運転席ニーエアバッグ等エアバッグ9個、タイヤ空気圧警報システム、急ブレーキ警報システム、ボタン始動スマートキー等も全車標準装備された。この他、車間距離自動制御システム、アドバンストスマートクルーズコントロール、前・後方駐車補助システム、車体姿勢制御システム、シャシ統合制御システム、先進技術が多数採用された[18]。初年度販売台数はキア・K7を抑え10万台以上を記録した。
- 2013年6月7日、前年11月以降からHG型グレンジャーの2.4Lエンジンのピストンがボンネットを突き抜けて脱出したという報告が韓国消費者院に3件受付され、同年4月の事故では火災まで発生したという報告があった[19]。
- なお、前期型がアカデミー科学により1/24スケールのプラモデルとして発売され、同社にとっては久々の自国メーカー車種のキットとなった。

### グレンジャーハイブリッド
2013年12月15日、韓国にて発表・発売開始。θ（シータ）II・直4・2.4LエンジンをMPI化とした上でハイブリッド専用に159PSにデチューンし、35kwのモーターを組み合わせた1モーター2クラッチ方式を採用（方式自体はソナタハイブリッドと同じである）。バッテリーにはLG化学製のリチウムイオンポリマー二次電池が搭載される。16.0km/Lの燃費はガソリンモデル（2359cc、11.3km/L）と比較すると大幅に向上している。ガソリンモデルとの外見上の違いはソナタほど多くはなく、専用アルミホイールと専用エンブレム（「blue drive」と「hybrid」）程度。メーターパネル中央には燃費情報を示す4.6インチLCDカラーディスプレイが、インパネ中央には走行モードを示す大型ディスプレイが備わる。
| 中期 フロント/リヤ |  | 中期 フロント/リヤ |
| 中期 フロント/リヤ |  |                    |

| 後期 フロント/リヤ |  | 後期 フロント/リヤ |
| 後期 フロント/リヤ |  |                    |

## 6代目（IG型、2016年 - 2022年）
2016年10月25日、ソウル市内にてメディア向け説明会の席で実車が公開され、同年11月2日から公式サイト上で正式に予約受注が開始された。
先代に比べ、さらに滑らかになったエクステリアデザインを身に纏い、多様なスマート機能を搭載する。
フロントグリルには、3代目i30で初めてお披露目された「カスケ―ディンググリル」を採用。韓国陶磁器の曲線をモチーフにデザインされたカスケ―ディンググリルは今後発売されるヒュンダイ車全車種に採用される予定。
安全性能についても抜かりは無く、自動緊急ブレーキシステム（AEB）、後側方衝突防止支援システム（ABSD）、不注意運転警報システム（DAA）など、ジェネシスブランドで培われた技術で構成された「現代スマートセンス」を初採用。
追って、模範タクシー仕様もフルモデルチェンジを敢行。3.0L・LPi+6ATの組み合わせのみとなる。
2017年3月にはV6・3.3Lも追加され、先代ベースで販売を継続していたハイブリッドも翌4月に当代ベースへと切り替わった。
2016年のモデルチェンジ当初は、セダンの販売不振が続くアメリカ市場への投入を見送っていたが、2018年以降は投入を再検討するとしている。
2018年、グレンジャー・ハイブリッドは、韓国国内で24,568台の販売台数を記録し、2018年に韓国国内で最も売れたエコカーモデルとなった。
2019年11月大幅に改良された後期型が登場。ディーゼルエンジン廃止、シフトボタン採用(レバー式から変更)
2019年12月グレンジャー・ハイブリッドも後期型に変更。
| 後期 フロント/リヤ |  | 後期 フロント/リヤ |
| 後期 フロント/リヤ |  |                    |

## 7代目（GN7型、2022年 - ）
2022年10月19日に内装のみ先行発表。2022年11月14日にはグローバル発表。サイズは全長5035mm×全幅1880mm×全高1460mmとなる。300ps/36.6kgfの3.5l直噴エンジンと同エンジンのLPG仕様、198ps/25.3kgfの2.5リッターエンジン、さらに1.6lガソリンターボエンジンのハイブリッド車も設定される。安全装備はヒョンデスマートセンスを採用。バック時にクルマの移動する方向を示すライトとして機能するリバースガイドライティングも搭載する。内装では、12.3インチのマルチメディアディスプレイと10.25インチのエアコン操作ディスプレイが採用される。ステアリングは初代をオマージュしたものとなっている。